# 전미 농구 협회의 마스코트 목록
NBA 마스코트는 다음과 같다. 고 더 고릴라 (피닉스 선스)와 로키 더 마운틴 라이언 (덴버 너기츠)이라는 두 개의 마스코트가 AskMen.com의 상위 10개 스포츠 마스코트에서 각각 4위와 9위로 선정되었다. 현재까지 로스앤젤레스 레이커스, 브루클린 네츠, 뉴욕 닉스, 골든스테이트 워리어스 등 4개 팀에는 마스코트가 없다.

## 목록

### 현재 마스코트
| 팀                        | 마스코트                                                  | 사진 |
| ------------------------- | --------------------------------------------------------- | ---- |
| 애틀랜타 호크스           | 해리 더 호크                                              |      |
| 보스턴 셀틱스             | 럭키 더 레프러콘                                          |      |
| 브루클린 네츠             | 빈칸                                                      |      |
| 샬럿 호니츠               | 휴고 더 호니츠 슈퍼 휴고                                  |      |
| 시카고 불스               | 베니 더 불 미니 베니, 빅벤, 벤지, 마마 베티, 인플라타불스 |      |
| 클리블랜드 캐벌리어스     | 문독 서 CC                                                |      |
| 댈러스 매버릭스           | 챔프, 매브스맨                                            |      |
| 덴버 너기츠               | 로키 더 마운틴 라이언                                     |      |
| 디트로이트 피스턴스       | 후퍼 미니 후퍼                                            |      |
| 골든스테이트 워리어스     | 빈칸                                                      |      |
| 휴스턴 로키츠             | 클러치 미니 클러치                                        |      |
| 인디애나 페이서스         | 부머 미니 부머                                            |      |
| 로스앤젤레스 클리퍼스     | 척 더 컨더                                                |      |
| 로스앤젤레스 레이커스     | 빈칸                                                      |      |
| 멤피스 그리즐리스         | 그리즈                                                    |      |
| 마이애미 히트             | 버니                                                      |      |
| 밀워키 벅스               | 뱅고 (더 벅) 뱅고 주니어                                  |      |
| 미네소타 팀버울브스       | 크런치 더 울프                                            |      |
| 뉴올리언스 펠리컨스       | 피어 더 펠리컨                                            |      |
| 뉴욕 닉스                 | 빈칸                                                      |      |
| 오클라호마시티 선더       | 럼블 더 바이즌                                            |      |
| 올랜도 매직               | 스터프 더 매직 드래건                                     |      |
| 필라델피아 세븐티식서스   | 프랭클린 더 독                                            |      |
| 피닉스 선스               | 고 더 고릴라                                              |      |
| 포틀랜드 트레일블레이저스 | 블레이즈 더 트레일 캣 더글러스 퍼                         |      |
| 새크라멘토 킹스           | 슬램슨 더 라이언 로이 알                                  |      |
| 샌안토니오 스퍼스         | 더 코요테                                                 |      |
| 토론토 랩터스             | 더 랩터                                                   |      |
| 유타 재즈                 | 재즈 베어 릴 베어                                         |      |
| 워싱턴 위저즈             | G-위즈 G-맨                                               |      |

### 예전 마스코트
| 팀                        | 마스코트                                                 | 사진 |
| ------------------------- | -------------------------------------------------------- | ---- |
| 브루클린 네츠             | 브루클린나이트                                           |      |
| 샬럿 밥캐츠               | 루프스 D. 링스                                           |      |
| 클리블랜드 캐벌리어스     | 웨머 더 위저                                             |      |
| 덴버 너기츠               | 맥시 마이너                                              |      |
| 디트로이트 피스턴스       | 서 슬램 에이 랏                                          |      |
| 휴스턴 로키츠             | 부스터 터보                                              |      |
| 골든스테이트 워리어스     | 선더 버서커                                              |      |
| 인디애나 페이서스         | 보우저-부머즈 카운터파아트                               |      |
| 로스앤젤레스 클리퍼스     | 슬램덩크                                                 |      |
| 뉴저지 네츠               | 던컨 더 드래곤 슈퍼 텅크 슬라이 더 실버 팍스 미니 슬라이 |      |
| 뉴올리언스 호니츠         | 휴고 더 호니                                             |      |
| 필라델피아 세븐티식서스   | 힙합 빅샷 훕스                                           |      |
| 포틀랜드 트레일블레이저스 | 스파키                                                   |      |
| 새크라멘토 킹스           | 더 고릴라                                                |      |
| 시애틀 슈퍼소닉스         | 스쿼치 더 휘들                                           |      |
| 워싱턴 불리츠             | 훕스                                                     |      |

## 올해의 마스코트상
1997년, 마스코트는 NBA 마스코트 회의에서 연례 회의를 시작하였다. 2005년부터 이 회의에서 한 해의 최고인 마스코트에게 올해의 마스코트로 선정하고 있다.
| 연도 | 수상자                | 소속 팀               |
| ---- | --------------------- | --------------------- |
| 2005 | 클러치                | 휴스턴 로키츠         |
| 2006 | 재즈 베어             | 유타 재즈             |
| 2007 | 휴고 더 호네          | 뉴올리언스 호니츠     |
| 2008 | 재즈 베어             | 유타 재즈             |
| 2009 | 럼블 더 바이슨        | 오클라호마시티 선더   |
| 2010 | 뱅고                  | 밀워키 벅스           |
| 2011 | 그리즈                | 멤피스 그리즐리스     |
| 2012 | 크런치 더 울브        | 미네소타 팀버울브스   |
| 2013 | 클러치                | 휴스턴 로키츠         |
| 2014 | 더 코요테             | 샌안토니오 스퍼스     |
| 2015 | 버니 더 불            | 시카고 불스           |
| 2016 | 스터프 더 매직 드래곤 | 올랜도 매직           |
| 2017 | 스터프 더 매직 드래곤 | 올랜도 매직           |
| 2018 | 재즈 베어             | 유타 재즈             |
| 2019 | 로키 더 마운틴 라이언 | 덴버 너기츠           |
| 2020 | 더 코요테             | 샌안토니오 스퍼스     |
| 2021 | 클러치                | 휴스턴 로키츠         |
| 2022 | 척 더 컨더            | 로스앤젤레스 클리퍼스 |
| 2023 | 해리 더 호크          | 애틀랜타 호크스       |
| 2024 | 더 고릴라             | 피닉스 선스           |

## 같이 보기
- 전미 농구 협회